# Tomice (ort i Tjeckien, Mellersta Böhmen, lat 49,69, long 14,67)
Tomice är en ort i Tjeckien.   Den ligger i regionen Mellersta Böhmen, i den centrala delen av landet, 50 km söder om huvudstaden Prag. Tomice ligger 398 meter över havet och antalet invånare är 130.
Terrängen runt Tomice är platt norrut, men söderut är den kuperad. Tomice ligger nere i en dal. Runt Tomice är det ganska glesbefolkat, med 28 invånare per kvadratkilometer. Närmaste större samhälle är Benešov, 10,2 km norr om Tomice. Omgivningarna runt Tomice är en mosaik av jordbruksmark och naturlig växtlighet.